# Piechota węgierska

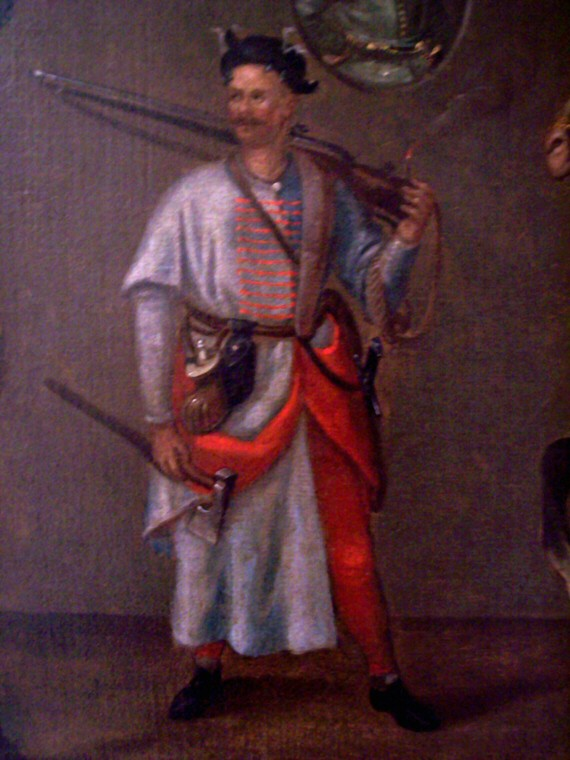
Polski hajduk, 1620

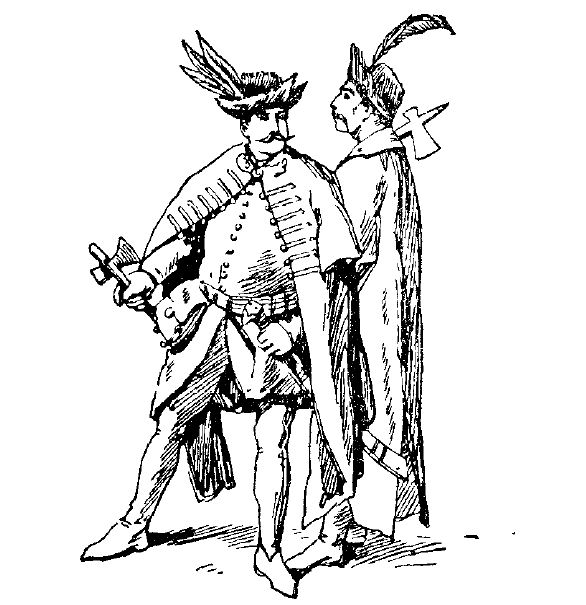
piechota węgierska

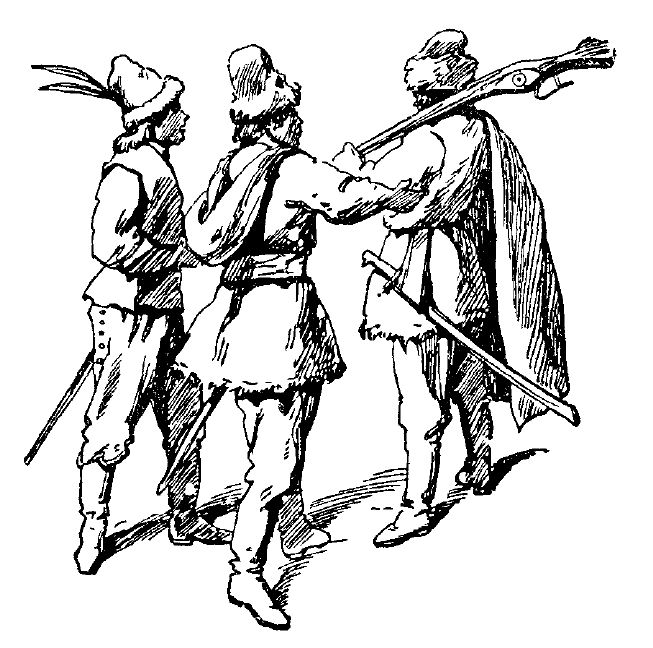
Piechota polska

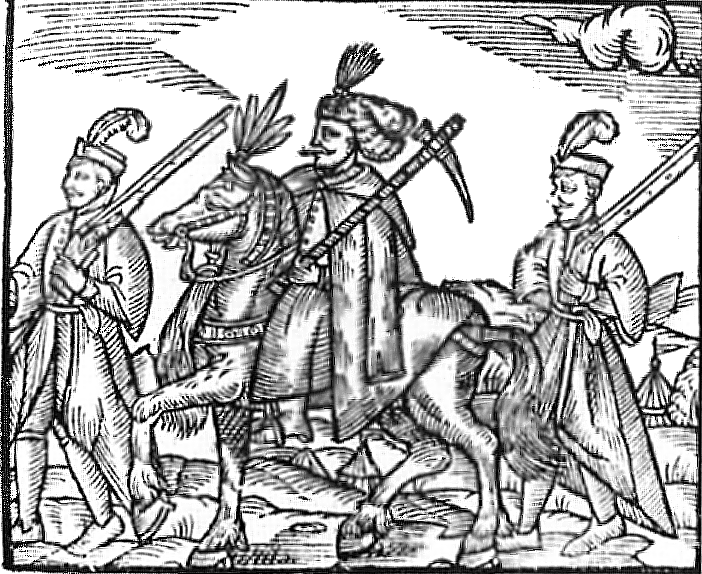
Hajducy z dzieła Bartosza Paprockiego Hetman 1578

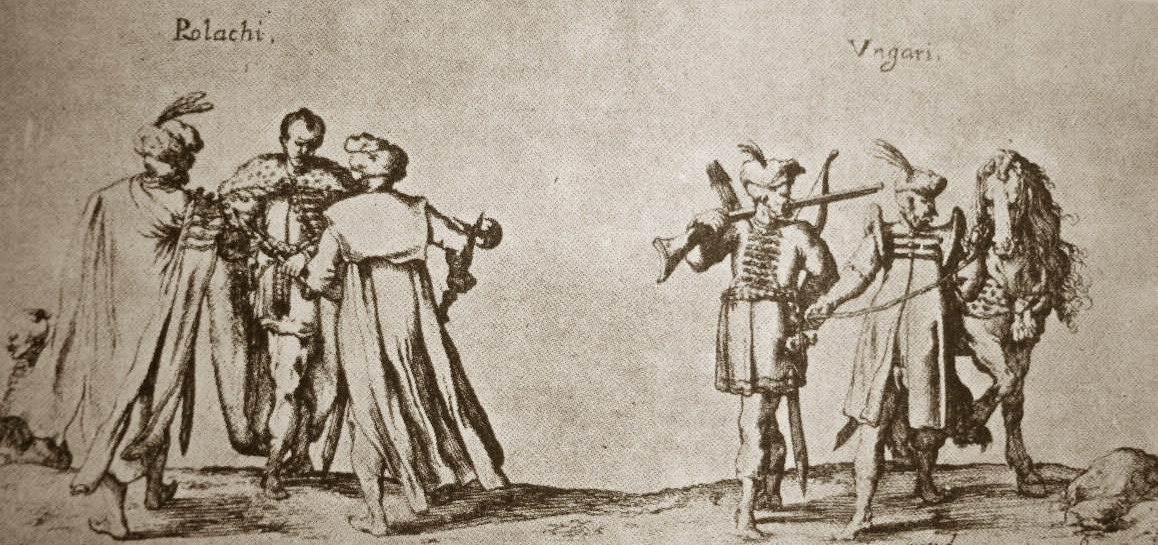
Piechota polska i piechota węgierska.

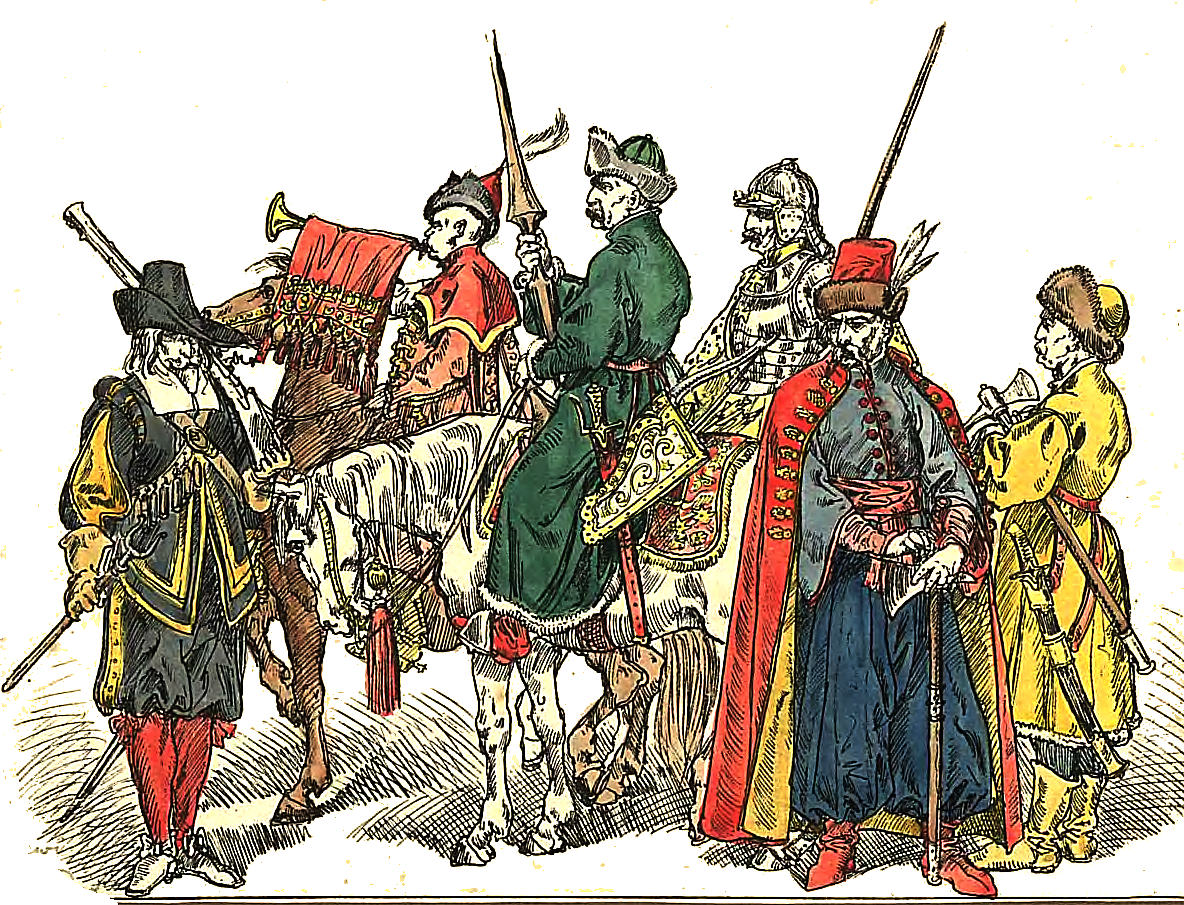
Polscy żołnierze w latach 1633-1668. Pierwsi dwaj z prawej to polscy piechurzy.

Piechota węgierska, piechota polsko-węgierska, piechota polska (tzw. węgrzy albo hajducy) – formacja wojsk Rzeczypospolitej, zorganizowanej na sposób węgierski przez Stefana Batorego w XVI wieku. Stanowili gwardię przyboczną władców Polski i hetmanów Rzeczypospolitej.
Na formacji tej wzorowana była m.in. straż marszałkowska. Z czasem tak nazywano piechurów w nadwornych wojskach polskich magnatów.

## Organizacja
Werbowana była systemem towarzyskim, a później bębnowym i łączona w roty strzelcze (później nazywane chorągwiami). Tworzyła niewielkie jednostki od 100 do 600 żołnierzy, ponieważ nie posiadała rozbudowanego sztabu oficerskiego, co utrudniało dowodzenie większymi związkami taktycznymi. W wypadku jednostek większych niż 100 żołnierzy, chorągiew była dzielona na lewe i prawe skrzydło, te zaś na dziesiątki dowodzone przez dziesiętników. Mniejsze oddziały dzieliły się tylko na dziesiątki.
Piechotą dowodził hetman piechoty węgierskiej (na rycinie Paprockiego widnieje hetman Michał Wadasz; zm. 11-30 sierpnia 1579 r. w oblężeniu Połocka). Rotą piechoty dowodził rotmistrz bądź pułkownik, mający do pomocy porucznika i chorążego (z reguły po jednym na każdych 100 żołnierzy). Ochotnicy wstępujący w szeregi tego rodzaju piechoty pochodzili głównie z warstwy mieszczańskiej, ludzi „luźnych”, o nieokreślonej przynależności stanowej, rzadziej chłopstwa, ale tylko z dóbr królewskich. Czynnikiem wpływającym na jej liczebność był długi czas szkolenia – około trzech lat. Najlepszy materiał wojskowy – szlachta pełniła zazwyczaj tylko funkcje oficerskie, gdyż uważała szeregową służbę za dyshonor.
W bitwie zazwyczaj pełniła funkcje pomocnicze względem jazdy, której głównym zadaniem było przełamanie szyków wroga.

## Taktyka
Powyższy podział ułatwiał ustawianie oddziału w szyku dziesięcioszeregowym, stosowanym przez ten rodzaj piechoty w czasie walki w polu.
Podczas bitwy, przed oddaniem salwy, ustawiała się w dziesięć szeregów po dziesięciu ludzi, w tym dziewięć pierwszych szeregów klęczało, ostatni oddawał salwę nad głowami kolegów, wstawał następny i strzelał, i tak kolejno od końca wszystkie szeregi oddawały salwę, powodując tzw. "napad ogniowy".
W przypadku, gdy wrogi oddział oddawał salwę, hajducy przypadali do ziemi, by zminimalizować straty. Często, gdy dystans do wrogiego oddziału odpowiednio się zmniejszał, żołnierze zarzucali arkebuzy na plecy i z szablami lub toporami w dłoniach szarżowali na jednostkę przeciwnika.
Piechotę węgierską wykorzystywano do szturmów i obrony umocnionych pozycji. Zajmowali się również pracami inżynieryjnymi i saperskimi.

## Uzbrojenie
Podstawowe uzbrojenie stanowiła długa broń palna – początkowo rusznica, później arkebuz lub muszkiet. Typowy arkebuz hajduka miał około 1,2 m długości, z czego 63 cm przypadały na lufę o kalibrze 16,8-17 mm. Ładunki prochowe, uprzednio odmierzone (25 gramów) i owinięte w papier, przechowywano torbach lub ładownicach, co powodowało zwiększenie szybkostrzelności.
W przeciwieństwie do piechoty cudzoziemskiego autoramentu, nie używano długiej broni drzewcowej (pika).
Często, zwłaszcza w początkowym okresie istnienia, dowódcy używali mieczy jako symboli władzy.
Broń białą stanowiły krótkie berdysze (używane również jako forkiety), szable, siekierki, a sporadycznie obuszki i nadziaki. Uzbrojenie dziesiętników stanowiła szabla i rodzaj krótkiej halabardy – darda. Oficerowie poza szablami często używali różnorodnej, najczęściej krótkiej, broni palnej.

## Umundurowanie
Było ono różne, zależne od życzenia właściciela-fundatora, czy sejmiku. W oddziałach państwowych najczęstszą barwą piechoty była błękitna, zwana "obłoczystą".
Piechota węgierska, piechota polsko-węgierska i piechota polska różniły się tylko kolorem ubioru.